# Zenda
Zenda és una població dels Estats Units a l'estat de Kansas. Segons el cens del 2000 tenia 123 habitants.

## Demografia
Segons el cens del 2000, Zenda tenia 123 habitants, 53 habitatges, i 34 famílies. La densitat de població era de 206,5 habitants/km².
Dels 53 habitatges en un 18,9% hi vivien nens de menys de 18 anys, en un 56,6% hi vivien parelles casades, en un 5,7% dones solteres, i en un 35,8% no eren unitats familiars. En el 34% dels habitatges hi vivien persones soles el 15,1% de les quals corresponia a persones de 65 anys o més que vivien soles. El nombre mitjà de persones vivint en cada habitatge era de 2,32 i el nombre mitjà de persones que vivien en cada família era de 2,97.
Per edats la població es repartia de la següent manera: un 22,8% tenia menys de 18 anys, un 6,5% entre 18 i 24, un 23,6% entre 25 i 44, un 27,6% de 45 a 60 i un 19,5% 65 anys o més.
L'edat mediana era de 44 anys. Per cada 100 dones de 18 o més anys hi havia 97,9 homes.
La renda mediana per habitatge era de 32.083 $ i la renda mediana per família de 38.125 $. Els homes tenien una renda mediana de 30.313 $ mentre que les dones 16.875 $. La renda per capita de la població era de 15.287 $. Entorn del 6,5% de les famílies i el 13,4% de la població estaven per davall del llindar de pobresa.

## Poblacions properes
El següent diagrama mostra les poblacions més properes.